# Öndörkhaan
Öndörkhaan (mongol bichig : ᠥᠨᠳᠦᠷᠬᠠᠨ ; mongol cyrillique : Өндөрхаан est le chef-lieu du Sum de Kherlen et la capitale de l'aimag de Khentii en Mongolie.
Elle a été renommée Chinggis City en novembre 2013, en l'honneur de Genghis Khan qui y est né.